# オオファガ属
オオファガ属またはイチゴヤドクガエル属（オオファガぞく/イチゴヤドクガエルぞく、属名：Oophaga〈オオファガ〉）は、およそ中部アメリカのニカラグアからコスタリカ、パナマ、コロンビア、エクアドルに分布するカエルの仲間。1994年にオランダのルーク・バウアーが設立。ヤドクガエル科の下位に位置する階級。ここには過去ヤドクガエル属に分類されていたカエルも含まれる。

## 分布
オオファガ属は、カリブ海に面したニカラグアからコスタリカ、パナマを経てコロンビアのチョコとエクアドルの西部にまたがるアンデス山脈の斜面に分布する。

## 生態
多様な生態を持った種が含まれているが、名前の由来となっているギリシャ語で「卵を食べる人」を意味するオオファガについては、オタマジャクシ期の食生活をあらわしており、母親から与えられた無精卵を食べるという点で共通している。また、防衛のために保有する自然毒について、アルカロイドを含まない卵を与えられ続けたイチゴヤドクガエルのオタマジャクシからはアルカロイドが検出されなかった、という実験結果により、オオファガ属の母親は卵を通じて子に第一段階としての毒素を持たせているとみられている。

## 保全状況
IUCNのレッドリストによると、ほとんどの種が絶滅危惧種 (EN) だが、クレナイヤドクガエルに至ってはすでに絶滅している。

## オオファガ属を編成する種
オオファガ属は下記の12種で編成されている。

### 現生種
| 画像 | 基本情報 |
| ---- | --- |
|      | オオファガ・アンキカイエンシス（仮名）学名：Oophaga anchicayensis Posso-Terranova & Andrés, 2018分布：コロンビア |
|      | オオファガ・アンドレシ（仮名）学名：Oophaga andresi Posso-Terranova & Andrés, 2018分布：コロンビア               |
|      | ミズタマヤドクガエル学名：Oophaga arborea (Myers, Daly & Martínez, 1984)分布：パナマ                             |
|      | アラハダヤドクガエル学名：Oophaga granulifera (Taylor, 1958)分布：コスタリカ、パナマ                             |
|      | ベニモンヤドクガエル学名：Oophaga histrionica (Berthold, 1845)分布：コロンビア                                   |
|      | レーマンヤドクガエル学名：Oophaga lehmanni (Myers & Daly, 1976)分布：コロンビア                                  |
|      | オオファガ・オックルタトル（仮名）学名：Oophaga occultator (Myers & Daly, 1976)分布：コロンビア                  |
|      | イチゴヤドクガエル学名：Oophaga pumilio (Schmidt, 1857)分布：ニカラグア、コスタリカ、パナマ                      |
|      | オオファガ・ソラネンシス（仮名）学名：Oophaga solanensis Posso-Terranova & Andrés, 2018分布：コロンビア          |
|      | シルバティクスヤドクガエル学名：Oophaga sylvatica (Funkhouser, 1956)分布：コロンビア、エクアドル                 |
|      | ビセンテヤドクガエル学名：Oophaga vicentei (Jungfer, Weygoldt & Juraske, 1996)分布：パナマ                       |

### 絶滅種
絶滅したオオファガ属を下記に示す。
クレナイヤドクガエル
学名：Oophaga speciosa (Schmidt, 1857)

コスタリカに隣接するパナマ西部に連なる山脈の固有種であり、湿潤な低地や山林に生息する昼行性の陸生カエル。色は鮮やかな赤色。1992年にパナマからアメリカに輸出されたのを最後に目撃されておらず、IUCNのレッドリストによると、2010年時点は絶滅危惧種 (EN) としていたが、2020年時点でついに絶滅種 (EX) と認定された。
‍

## データベース
- 検索ワード：Oophaga
  - アンフィビアウェブ / AmphibiaWeb （英語）
  - 世界の両生類の種 / Amphibian Species of the World （英語）